# Biton pimenteli
Biton pimenteli är en spindeldjursart som beskrevs av Frade 1940. Biton pimenteli ingår i släktet Biton och familjen Daesiidae. Inga underarter finns listade.